# Soheul-eup
Soheul-eup (koreanska: 소흘읍) är en köping i kommunen Pocheon i provinsen Gyeonggi i den norra delen av Sydkorea, 30 km nordost om huvudstaden Seoul. Det är kommunens största ort, större än centralorten Pocheon.